# Агілар-де-Кампос
Агілар-де-Кампос (ісп. Aguilar de Campos) — муніципалітет в Іспанії, у складі автономної спільноти Кастилія-і-Леон, у провінції Вальядолід. Населення — 292 особи (2010).
Муніципалітет розташований на відстані близько 210 км на північний захід від Мадрида, 55 км на північний захід від Вальядоліда.

## Демографія
Динаміка населення (INE ):